# Aeroporto di Palana
L'Aeroporto di Palana è un aeroporto che si trova a 4 km a ovest di Palana nel Territorio della Kamčatka, in Russia.
È utilizzato per trasporti di piccole dimensioni.

## Incidenti
Il 12 settembre 2012 alle 12:28 (ora locale) un Antonov An-28 con 11 passeggeri e 2 membri d'equipaggio a bordo si schiantò a 10 km dopo il decollo dall'aeroporto di Palana. L'aereo della russa Petropavlovsk-Kamčatskij Air Enterprise era diretto a Petropavlovsk-Kamčatskij.
Dieci persone sono decedute in seguito all'incidente, 3 sopravvissuti sono stati ricoverati in prognosi riservata dopo l'evacuazione dal luogo dell'incidente con l'elisoccorso.